# Загублений світ
«Загублений світ» (англ. The Lost World) — науково-фантастичний роман шотландського письменника Артура Конана Дойла, який вийшов 1912 року.
Це перша книга з циклу творів про професора Челленджера. У романі описуються пригоди британської експедиції до Південної Америки. На скелястому недоступному плато Челленджер із супутниками (професором Саммерлі, лордом Джоном Рокстоном і репортером Мелоуном, від чиєї особи ведеться оповідання) виявляють «загублений світ» — район, заселений динозаврами, мавполюдьми й примітивними людьми кам'яної доби.

## Сюжет
Намагаючись домогтися уваги красуні Гледіс, молодий журналіст-ірландець Едуард Мелоун просить свого видавця дати йому яке-небудь «небезпечне завдання». Редактор Мак-Ардл дає йому доручення взяти інтерв'ю у відлюдного й дивакуватого професора Джорджа Челленджера, відомого скандаліста й ненависника журналістів. Перша ж зустріч Мелоуна із професором закінчується бійкою, однак, Мелоуну вдається домогтися симпатії Челленджера, не подавши поліцейському скаргу. Професор пояснює журналістові причину його незгод з вченим світом — один раз, під час поїздки Південною Америкою, вчений виявив у маленькому селі тіло натураліста на ім'я Мепл-Вайт. Вивчивши щоденник покійного, Челленджер виявив, що в ньому є замальовки зовсім недослідженої місцевості, а також динозаврів поруч із людьми. Користуючись щоденником, професор здійснив похід у зазначене місце, якого місцеві тубільці сильно бояться, вважаючи його житлом злого духу Курупурі, і виявив гігантське плато, де підстрелив тварину, яка виявилася доісторичним птеродактилем. Із собою він привіз крило ящера й кілька фотографій — досить слабкі докази на користь його теорії.
На лекції в Музеї Природничої Історії Челленджера звинувачують у тому, що він вигадав відкрите ним плато й фальсифікував докази. Він заявляє про готовність здійснити повторну експедицію на плато для того, щоб об'єктивні свідки підтвердили його слова. В експедицію разом з ним зголошуються їхати скептично налаштований учений професор Саммерлі, знаменитий мисливець і мандрівник лорд Джон Рокстон і Мелоун. Дослідники від'їжджають до Бразилії і підіймаються вгору по Амазонці, супроводжувані місцевими індіанцями й негром Самбо. Пройшовши по зазначеному Челленджером маршруту, експедиція виявляє плато, але це не зменшує скептицизму Саммерлі, що призводить до сварки між ученими. Експедиція обходить плато навкруги, але піднятися нагору неможливо, а печера через яку піднявся Мепл-Вайт, завалена. Ввечері герої жарять півтуші свині на рожні, але раптом з'явився птеродактиль та украв їхню вечерю, Саммерлі визнає правоту Челленджера. Групі вдається піднятися на стрімчак, що стоїть поруч з плато, і звалити на інший бік дерево. Як тільки вони переходять на плато, метис Гомес зіштовхує дерево у прірву, відрізаючи англійців від порятунку. Гомес у такий спосіб мстить лордові Рокстону за смерть свого брата-работоргівця. Відповівши зрадникові влучним пострілом з рушниці, четверо британців ідуть углиб плато, де, на радість Челленджера, натрапляють на живих динозаврів. Але незабаром мандрівникам доводиться розпочати серйозну боротьбу за виживання серед м'ясоїдних аллозаврів (або мегалозаврів), летючих птеродактилів і лютих мавполюдей — далеких предків людини.
Після дослідження плато експедиції вдається спуститися донизу. На засіданні в Музеї Природничої Історії соратники Челленджера підтверджують розповідь професора, але тепер не вірять вже їм. Тоді професор як доказ демонструє пійманого ним на плато живого птеродактиля.

## Переклади українською
- Артур Конан Дойл. Пропащий світ / пер. з анг. Софія Вольська. — Л., 1922. — 246 с.
- Артур Конан Дойл. Утрачений світ. Відкриття Рафлса Гоу / пер. з анг. Ростислав Доценко, Микола Іванов. — К. : Веселка, 1994. — 302 с.
  - (перевидання) Артур Конан Дойль. Загублений світ / пер. з анг. Ростислав Доценко. — К. : Школа, 2008. — 256 с. — ISBN 978-966-661-891-5.
  - (перевидання) Артур Конан Дойл. Утрачений світ. Відкриття Рафлса Гоу / пер. з анг. Ростислав Доценко, Микола Іванов. — К. : КМ-БУКС, 2016. — 352 с. — ISBN 978-966-923-056-0.
  - (перевидання) Артур Конан Дойл. Утрачений світ / пер. з анг. Ростислав Доценко. — К. : КМ-БУКС, 2017. — 248 с. — ISBN 978-617-7409-85-3.
- Артур Конан Дойл. Загублений світ / пер. з анг. Дмитро Лисиченко. — Л. : Літературна Агенція ПІРАМІДА, 2006. — 296 с. — ISBN 966-8522-84-2.
- Артур Конан Дойл. Загублений світ. Маракотова безодня. Собака Баскервілів / пер. з анг. Сергій Клименко. — Д. : ТОВ ВКФ «БАО», 2006. — 448 с. — ISBN 966-338-406-9.
- Артур Конан Дойл. Незвіданий світ / пер. з анг. Анатолій Саган. — Х. : Клуб сімейного дозвілля, 2017. — 272 с. — ISBN 978-617-12-3425-3.

## Екранізація
- Загублений світ — фільм 1925 року.
- Загублений світ — фільм 1960 року.
- Загублений світ — фільм 1992 року.
- Повернення у загублений світ — фільм 1992 року.
- Загублений світ — фільм 1998 року.
- Загублений світ — телесеріал 1999 року.
- Загублений світ — фільм 2001 року.
- Загублений світ — мультсеріал 2002 року.
- Король загубленого світу — фільм 2005 року.